# Pawn Stars
Pawn Stars — американське реаліті-шоу в якому висвітлено хроніку повсякденної діяльності ломбарду Gold & Silver. Транслюється на телеканалі History кінокомпанією Leftfield Pictures. Серіал знятий в Лас — Вегас, штат Невада.
Gold & Silver — сімейний бізнес, що був створений в 1989 році
Дебютував серіал 26 липня 2009 р. і став популярним у мережі
В телешоу показано взаємодію персоналу ломбарду з клієнтами, які приносять різноманітні артефакти для продажу чи застави, а також демонструється історична довідка предмету, який збирається придбати ломбард, після чого відбувається торг.